# Eugène-René Arsal
Eugène-René Arsal né le 3 août 1884 à Paris et mort le 14 novembre 1972 à Vincennes est un sculpteur français,.

## Biographie
Eugène-René Arsal naît le 3 août 1884 dans le 3e arrondissement de Paris.
Élève d'Aristide Maillol et d'Hector Lemaire, il installe son atelier à Vincennes et expose au Salon des artistes français de 1905 à 1939. On lui doit des monuments aux morts, des bustes et des portraits-médaillons.
Sociétaire de la Société des artistes français, il obtient en 1923 une mention honorable au Salon des artistes français.
Il est l'auteur de la statue La Voix des cloches, évoquant la prière de l'Angélus, installée à Vincennes.
Il meurt le 14 novembre 1972 à Vincennes.